# Metalinhomoeus setosus
Metalinhomoeus setosus är en rundmaskart som beskrevs av Benjamin G. Chitwood 1951. Metalinhomoeus setosus ingår i släktet Metalinhomoeus och familjen Linhomoeidae. Inga underarter finns listade i Catalogue of Life.